# Sermylini
Sermylini (лат.) — триба жуков из семейства листоедов, из подсемейства козявок.

## Биология
В гемолимфе личинок представителей этой трибы содержатся токсичные для хищных насекомых вещества, которые они выделяют через особые отверстия нападении.

## Классификация
Включает около 400 видов обитающих преимущественно в Азии и Африке. Только представители родов Agelastica и Sermylassa встречаются в Европе и Северной Америке.
- Agelasa Motschulsky, 1860
- Agelastica Chevrolat, 1837
- Sermylassa Reitter, 1912